# De Leeuw (Aalsmeer)
De Leeuw is een stellingmolen in Aalsmeer. De molen werd in 1863 gebouwd en is tot rijksmonument verklaard. De Leeuw draait regelmatig en is wekelijks te bezoeken.

## Geschiedenis
In 1863 werd De Leeuw van de oorspronkelijke locatie buiten het dorp verplaatst naar de huidige locatie in het centrum, waar de molen - van oorsprong een grondzeiler - op een gemetselde stelling werd geplaatst. De molen is tot circa 1930 in bedrijf geweest, maar raakte daarna in verval. Na een onafgemaakte restauratie tijdens de Tweede Wereldoorlog werd De Leeuw rond 1959 opnieuw onder handen genomen. Na 1970 is de molen wederom in verval geraakt en zó bouwvallig geworden dat van de molen niet veel meer dan een met plastic bekleed skelet overgebleven was. De gemeente heeft de molen in 1994 aangekocht en grondig gerestaureerd. In 1996 was de molen weer maalvaardig. Sinds deze restauratie draait de molen regelmatig. In de twee aanwezige maalstoelen wordt vooral tarwe gemalen, dat in de molen wordt verkocht.

## Galerij

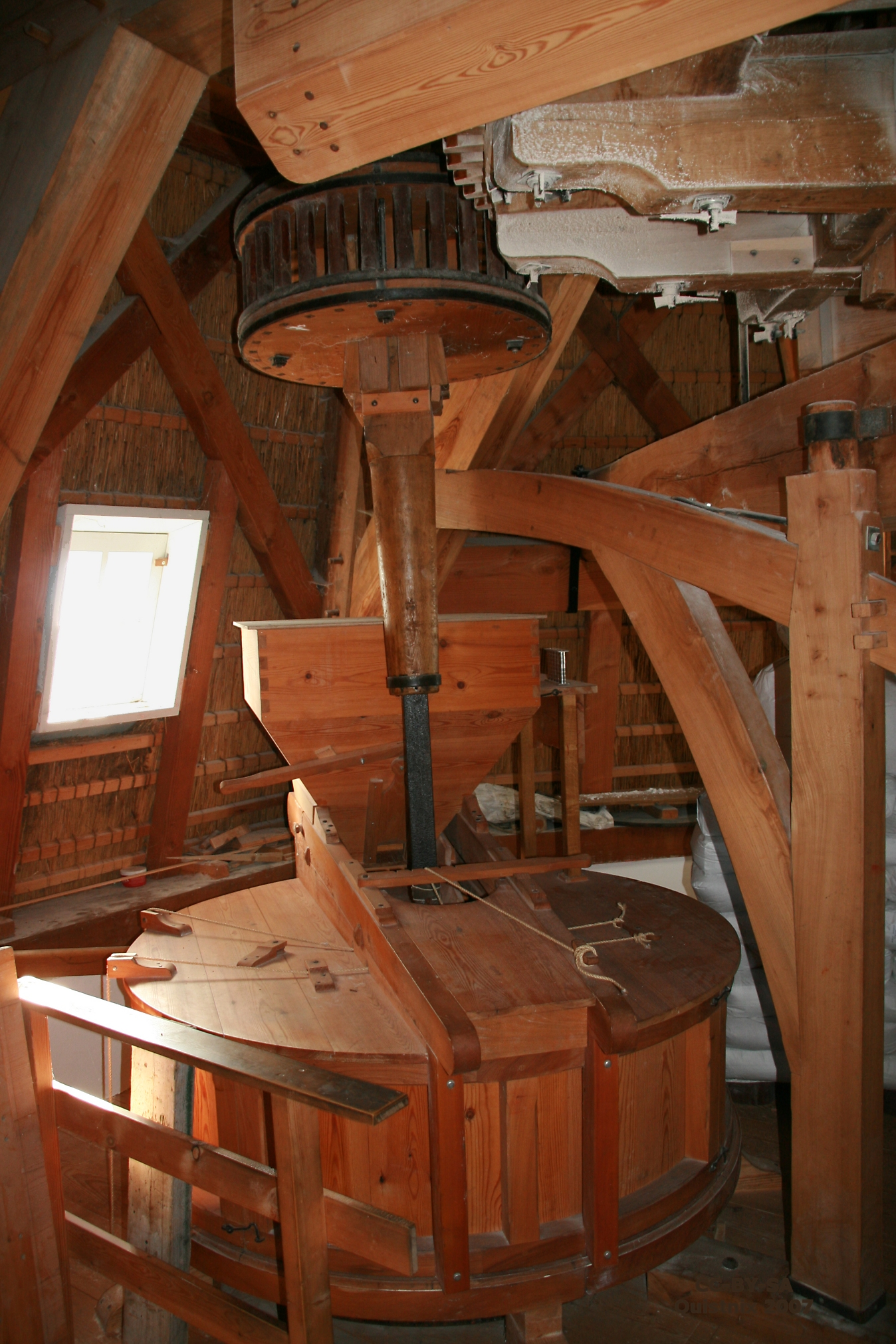
Een van de twee maalkoppels (2007)
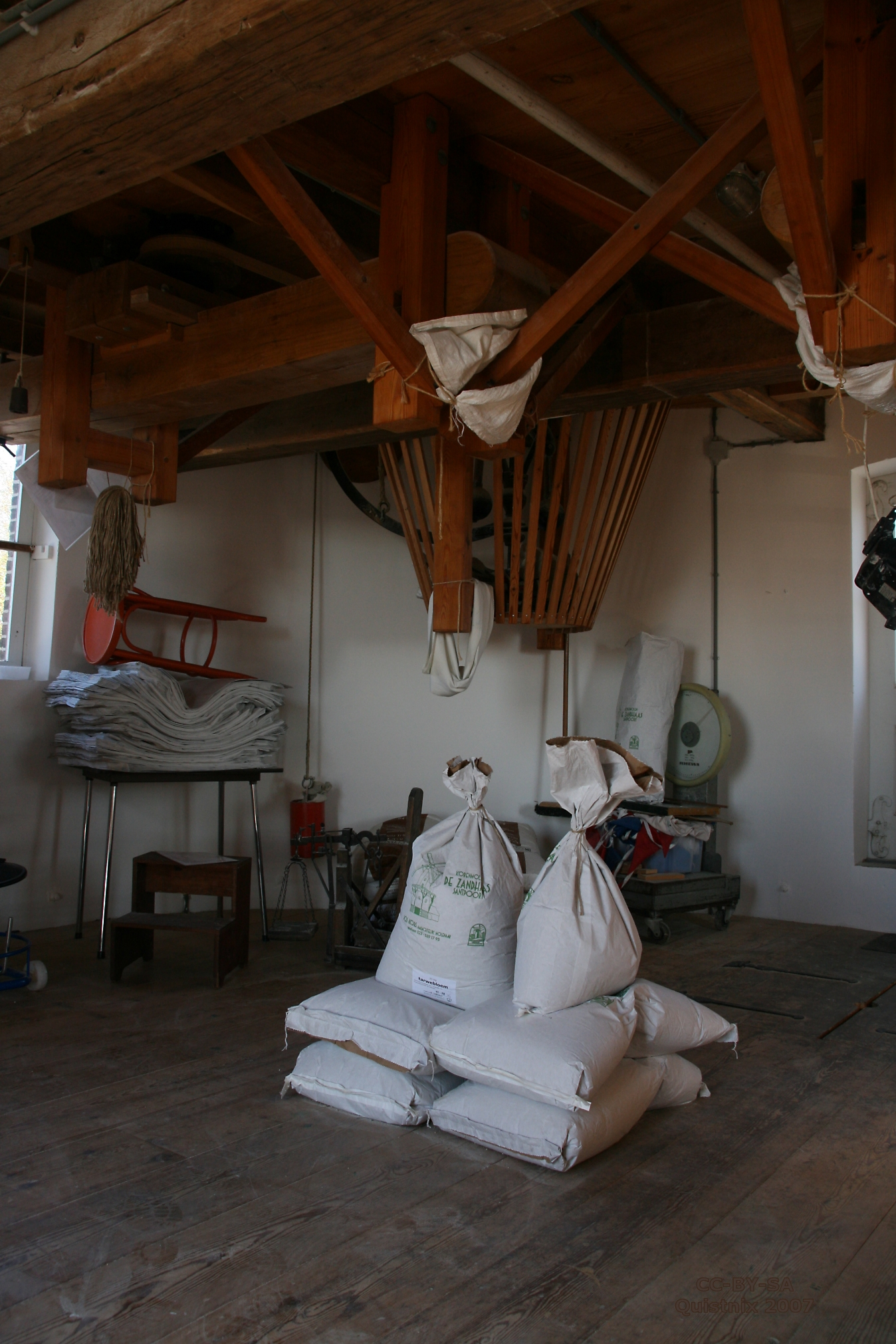
Maalzolder (2007)